# Leischnerbauden

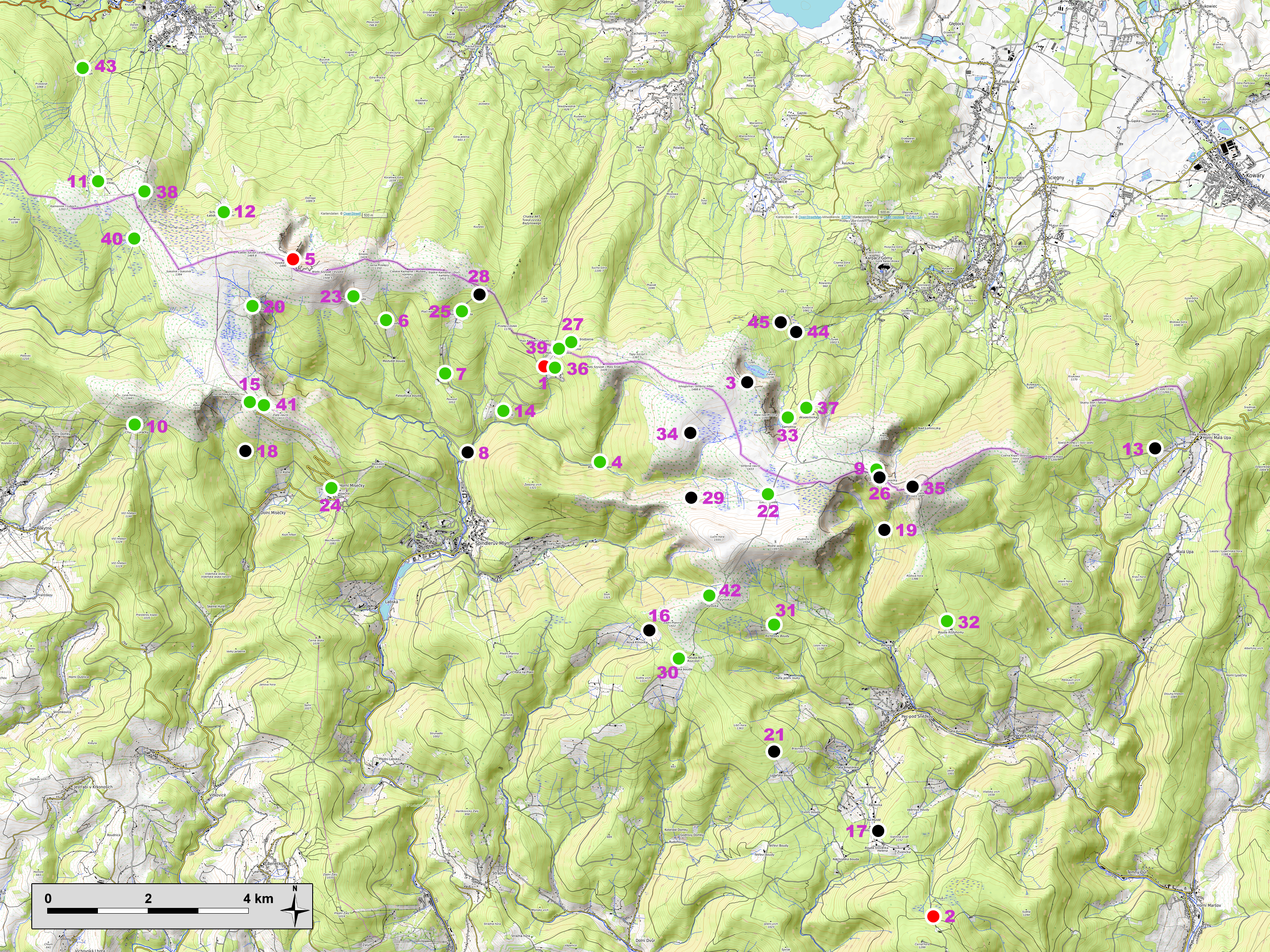
Karte der Bergbauden im Riesengebirge mit den Leischner-Bauden/Horská Bouda Růžohorky Nr. 32

Historische Karte (19. Jahrhundert)

Die Leischnerbauden oder Leischnerbaude (ab 1923 auch tschechisch Boudy Leischnerovy, heute Horská Bouda Růžohorky) waren ursprünglich ein Ensemble mehrerer Gebäude nach der Art der Bergbauden im Riesengebirge mittelbar südlich der Schneekoppe, und Ortsteil von Velká Úpa (Groß-Aupa), in Tschechien.
Die Bauden wurden, wie zuvor eine Siedlung in Groß-Aupa – der sogenannten Leischnerhäuser –, von der gleichnamigen Groß-Aupaer Familie Leischner auf einer Höhe von ungefähr 1230 m n.m. am Südhang des „Rosenbergs“ (tsch. „Růžohorky“)  am Aufstiegsweg zur Schneekoppe errichtet. Bereits für 1785 sind vier Bauden am Platz belegt mit einem Eigentümer Hans Georg Tasler bis 1841. In diesem Jahr erfolgte urkundlich der Eigentümerwechsel zu Anton Kugler. Zu diesen ersten Gebäuden folgte der Bau einer weiteren Baude. Von der Art her bestand das Ensemble mutmaßlich aus sogenannten „Sommerbauden“ und „Winterbauden“. Die letzteren für den ganzjährigen Betrieb mit Wohn- und Schlafmöglichkeiten für die Bauersfamilie und Gesinde, zumindest war die „Leischnerbaude“, die im Laufe des 19. Jahrhunderts als Herberge für Wanderer des sich entwickelnden Schneekoppe-Tourismus Bedeutung gewann, eine Winterbaude. Das heutige genutzte Gebäude wurde 1903 durch den damaligen Eigentümerer und Betreiber Ignaz Richter als Pension
als „Neubaude“ und Ersatz für die bisherige alte Baude geplant und errichtet und als „Richter's Leischnerbaude“ geführt. Die Baude wurde nach dem Ersten Weltkrieg und der Gebietsabtretung des Sudetenlands nach dem Vertrag von Saint-Germain an die Tschechoslowakei weiter durch die Familie Richter geführt. Robert Richter erweiterte 1930 das Gebäude um einen Anbau eines Vorraums des Gästehauses  als erweiterten Ein- und Ausgangsbereich. Nach dem Zweiten Weltkrieg und der Vertreibung und Enteignung der deutschen Bevölkerung, unter ihnen Robert Richter und seine Familie als letzter deutscher Eigentümer und Betreiber, wurde die Baude umbenannt, galt jedoch 1953 als „unbewohnbar“ und unter staatlicher Verwaltung weitergeführt. Seit der Wende wird die Baude wieder privatwirtschaftlich betrieben, beziehungsweise heute als traditionsreiche Herberge/Hotel mit angeschlossener Gastronomie für Wanderer, Wintersportler und Touristen im „Nationalpark Riesengebirge“ gepflegt. Der Zugang erfolgt unter anderem per Seilbahn von Pec pod Sněžkou aus.